# Henk Timmer
Hendrik "Henk" Timmer (født 3. december 1971 i Hierden, Holland) er en tidligere hollandsk fodboldspiller, der i sommeren 2009 stoppede som målmand hos Feyenoord Rotterdam i Æresdivisionen. Han havde spillet for klubben siden juli 2006, hvor han kom til fra AZ Alkmaar. Derudover har han i over et årti optrådt for klubben FC Zwolle og har også, under opholdet i AZ, været udlejet til både Ajax Amsterdam og hans nuværende klub Feyenoord.
Timmer vandt med Feyenoord i 2008 den hollandske pokalturnering.

## Landshold
Timmer står noteret for fem kampe for Hollands landshold. Han blev af den daværende landstræner Marco van Basten udtaget til den hollandske trup til både VM i 2006 i Tyskland samt EM i 2008 i Østrig og Schweiz.

## Titler
Hollands pokalturnering
- 2008 med Feyenoord

- Wikimedia Commons har flere filer relateret til Henk Timmer